# Nelly Bay
Nelly Bay – miasto w Australii, w stanie Queensland.